# The Earth Organization
The Earth Organization (Association Terre) est une association de protection de l’environnement internationale à but non lucratif. Elle accroît la survie de toutes les formes de vie et protège la Terre, notre seul lieu de résidence. Son objectif principal est la protection de la biodiversité.
The Earth Organization a été fondé en 2003 par Lawrence Anthony, un écologiste sud-africain, et est affilié à la South African Association for the Advancement of Science [S2A3] .
L’association est établie aux États-Unis, au Canada, en Europe et en Afrique (Cameroun, Ghana, Togo et Burkina Faso). Elle est associée à d’autres organismes de protection de l’environnement du monde entier ayant des objectifs et des projets communs.

## Missions
Les missions de l'association sont :
1. de créer un changement fondamental dans les consciences par rapport à l’environnement et à la biodiversité, en éduquant les citoyens et en montrant l’exemple ;
2. de combler le fossé entre l’humanité, l’industrie, le commerce et l’environnement grâce à un écologisme applicable avec des outils réalisables et une approche scientifique et économique ;
3. d'améliorer les standards éthiques dans le domaine de l’environnement.

The Earth Organization a une orientation scientifique. 
Son fondateur est bien connu pour ses initiatives de protection de l’environnement telles que le sauvetage du zoo de Bagdad durant la guerre en Irak en 2003, les négociations avec la LRA (Lords Resistance Army) pour protéger les rangers et prévenir de la disparition des espèces comme le rhinocéros blanc du Nord, et son travail avec les lointaines tribus africaines pour reconstruire leurs liens traditionnels avec la nature.
Grâce aux activités de son conseil d’administration scientifique, The Earth Organization dispense un enseignement sur l'environnement à différents groupes culturels et à un public de tout âge afin de les inclure dans tous les programmes éducatifs.
En 2012, elle rend hommage à son fondateur en prenant le nom de « Lawrence Anthony Earth Organization » (« association Terre Lawrence Anthony »)